# درفش كابيان

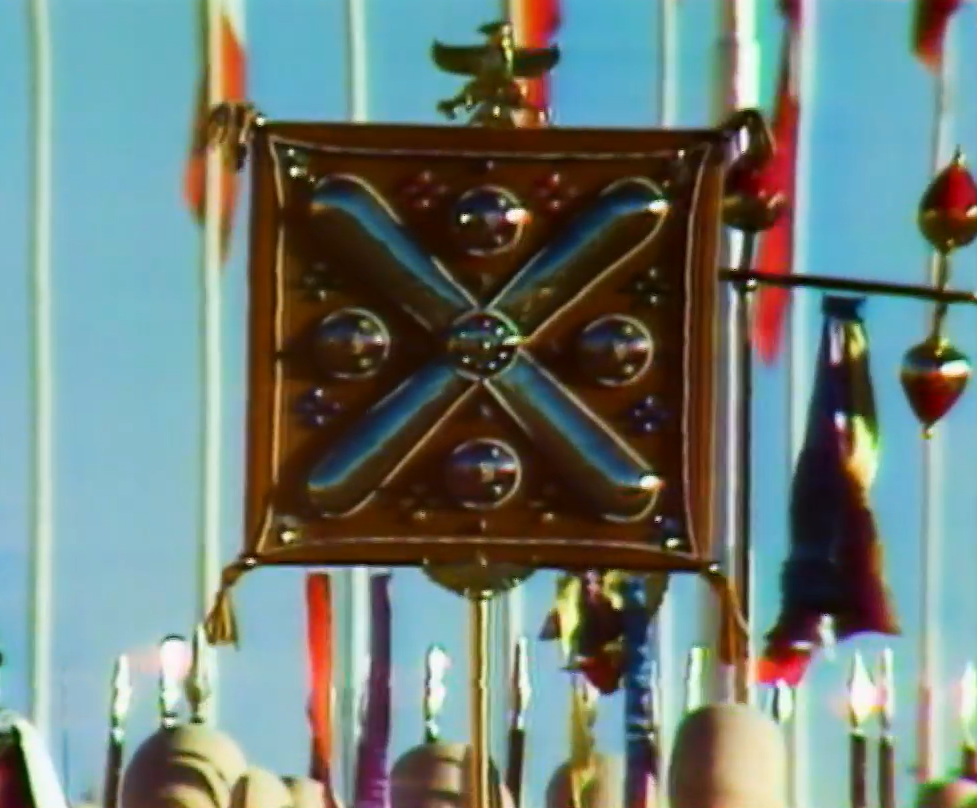
إعادة بناء لوحة "درافش كافياني" احتفالاً بمرور 2500 عام على الإمبراطورية الفارسية

درفش كابيان ( (بالفارسية: درفش کاویانی) ) كان العلم الملكي الأسطوري ( درفش ) (باللاتينية: vexilloid ) لإيران ( بلاد فارس ) والذي استخدم منذ العصور القديمة حتى سقوط الإمبراطورية الساسانية .  كان يُطلق على الشِّعار أيضًا أحيانًا اسم معيار جمشيد، معيار فريدون والمعيار الملكي.

## المعنى والأصول
اسم درافش كافياني يعني "راية الملوك" أو "راية كاوِه". المعنى الأخير يعود لأسطورة إيرانية، بحسبها كانبطل إيراني أسطوري كان حدادًا تحول إلى بطل يُدعى كافا (بالفارسية: کاوه) الذي قاد انتفاضةً شعبيةً ضدَّ الحاكم الملك الضحاك(بالفارسية: ضحاک). وبناءً على الأسطورة تصوِّر ملحمة الشاهْنامِه، التي تعود إلى القرن العاشر، الضحاك كحاكم أجنبي، كنعاني، شرير وطاغية مستبد. دعا كاوه الناس إلى حمل السلاح ضد الضحاك، واستخدم مئزرَ حِدادِه الجلديّ مع رمحٍ ليرفعها كراية في الملحمة. عقب انتهاء الحرب بانتصار الثورة التي دعت إلى ملكية فريدون (بالفارسية: فریدون)، قام الناس -بحسب الأسطورة- بتزيين المئزر بالجواهر، وأصبح العلم رمزًا للقومية الإيرانية والمقاومة ضد الطغيان الأجنبي. رمز ديرافش كافياني هو زهرة اللوتس ، والتي تشير إلى النجوم الملكية في بلاد فارس، ويعود تاريخها إلى المعتقدات الإيرانية القديمة من فترة الإمبراطورية الأخمينية .

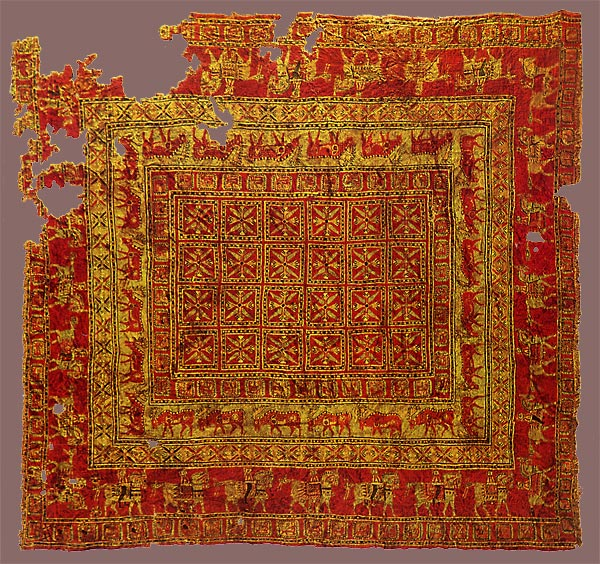
أنماط شبكية كافياني من سجادة بازيريك ، والتي استخدمها السارماتيون من بيت زيكس ، حراس بيت سورين ، في رحلاتهم إلى ممالك الواحات في حوض تاريم

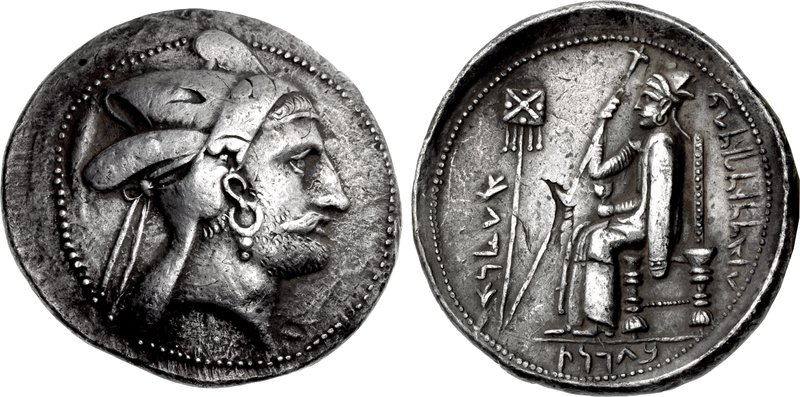
عملة باجاداتيس الأول (فراتاراكا منبرسيس) خلال العصر السلوقي، مع ديرافش كافياني
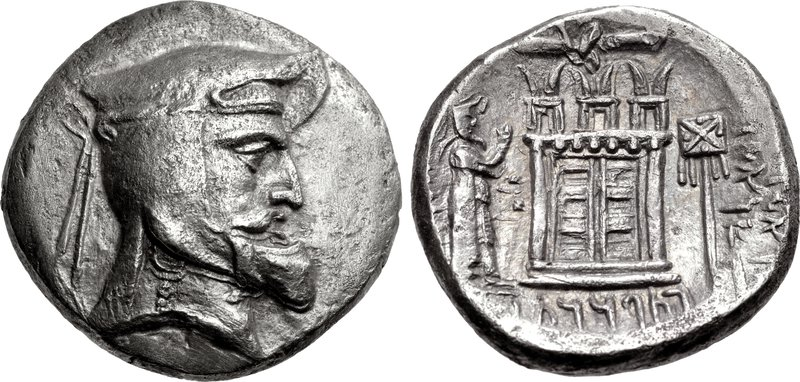
عملة فادفراداد الأول (فراتاراكا منبرسيس) خلال العصر السلوقي، مع ديرافش كافياني؛ تعود للقرن الثالث قبل الميلاد

## علم رئيس طاجيكستان

علم رئيس طاجيكستان

تم تقديم راية رئيس طاجيكستان في عام 2006، بمناسبة حفل تنصيب الولاية الرئاسية الثالثة لإمام علي رحمانوف رئيسًا للدولة. ويستخدم نفس الألوان الثلاثة، مشحونًا بتصوير الدرفش كاوياني ، العلم الملكي الساساني؛ داخل الدرفش كاوياني يوجد تصوير لأسد مجنح مقابل سماء زرقاء تحت تمثيل أصغر للتاج وسبعة نجوم.